# Vraneček Kraussův
Vraneček Kraussův (Selaginella kraussiana) je druh cévnaté rostliny z čeledi vranečkovitých. Pochází ze subsaharské Afriky a Makaronésie, často je pěstován pro okrasu a na mnoha místech světa zplaněl. Nově je jako nepůvodní druh udáván též z Česka.

## Popis
Je to nízká, nepravidelně větvená stálezelená trvalka s plazivými, nepravidelně větvenými lodyhami a primitivními jednožilnými listy. Výtrusnicové klasy jsou do 10 mm dlouhé, přisedlé v paždích bočních listů. Kromě výtrusů se šíří i zakořeňujícími stonky. Dorůstá do výšky pouhých 5(–15) cm.

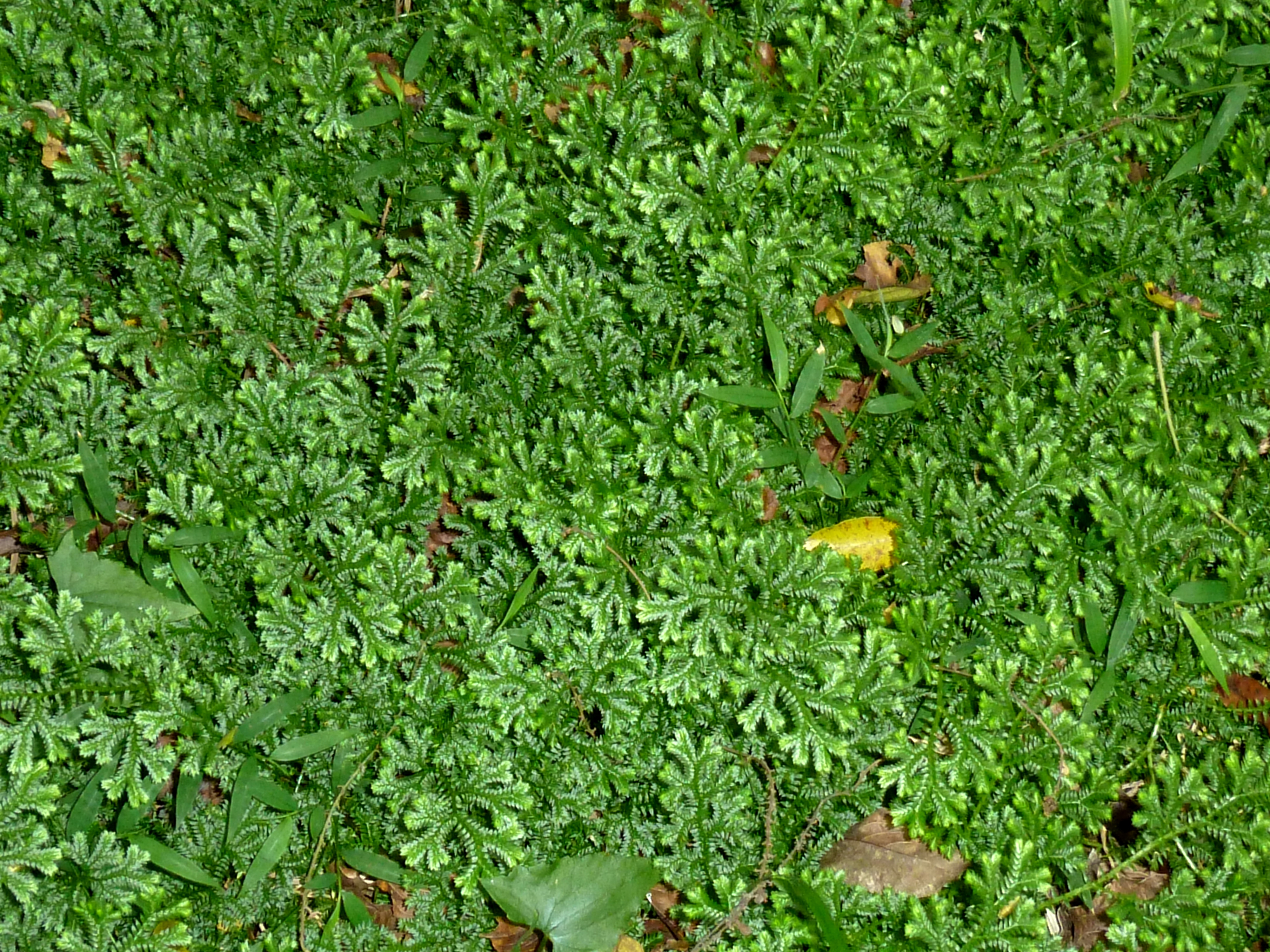
Porost vranečku Kraussova

## Rozšíření a ekologie
Jeho původní areál je v Makaronésii a v hornatých oblastech jižní a východní Afriky. Původnost rozšíření na Azorských ostrovech byla sporná až do roku 2005, kdy byly objeveny spory tohoto druhu v 6000 let starých zkamenělinách na ostrově Pico. Dává přednost chráněnému stanovišti v plném stínu nebo polostínu a vlhké, dobře propustné kyselé nebo neutrální půdě; roste na březích potoků, v lesním podrostu nebo stinných mechovitých trávnících.
Rostlina je často pěstována pro okrasu a v mnoha částech světa unikla z kultivace. Jako zplanělý druh je udávána z mnoha míst oceanické západní a severozápadní Evropy (v Británii byla poprvé ve volné přírodě zaznamenána v roce 1917 v západním Cornwallu a v irském hrabství Leitrim), zdomácněla v Indii, Číně nebo USA. Běžná je v mnoha částech Nového Zélandu a Austrálie, kde tvoří husté porosty na zastíněných místech a je zařazena na seznam novozélandských invazních druhů. Často se šíří jako skleníkový a zahradní plevel, v kulturních trávnících, na nádvořích, hřbitovech a podobně.
Nově byl tento druh objeven také v České republice, konkrétně v Karlových Varech, kde minimálně od roku 2019 úspěšně přežívá zplanělá populace v trávníku před jedním z lázeňských hotelů.

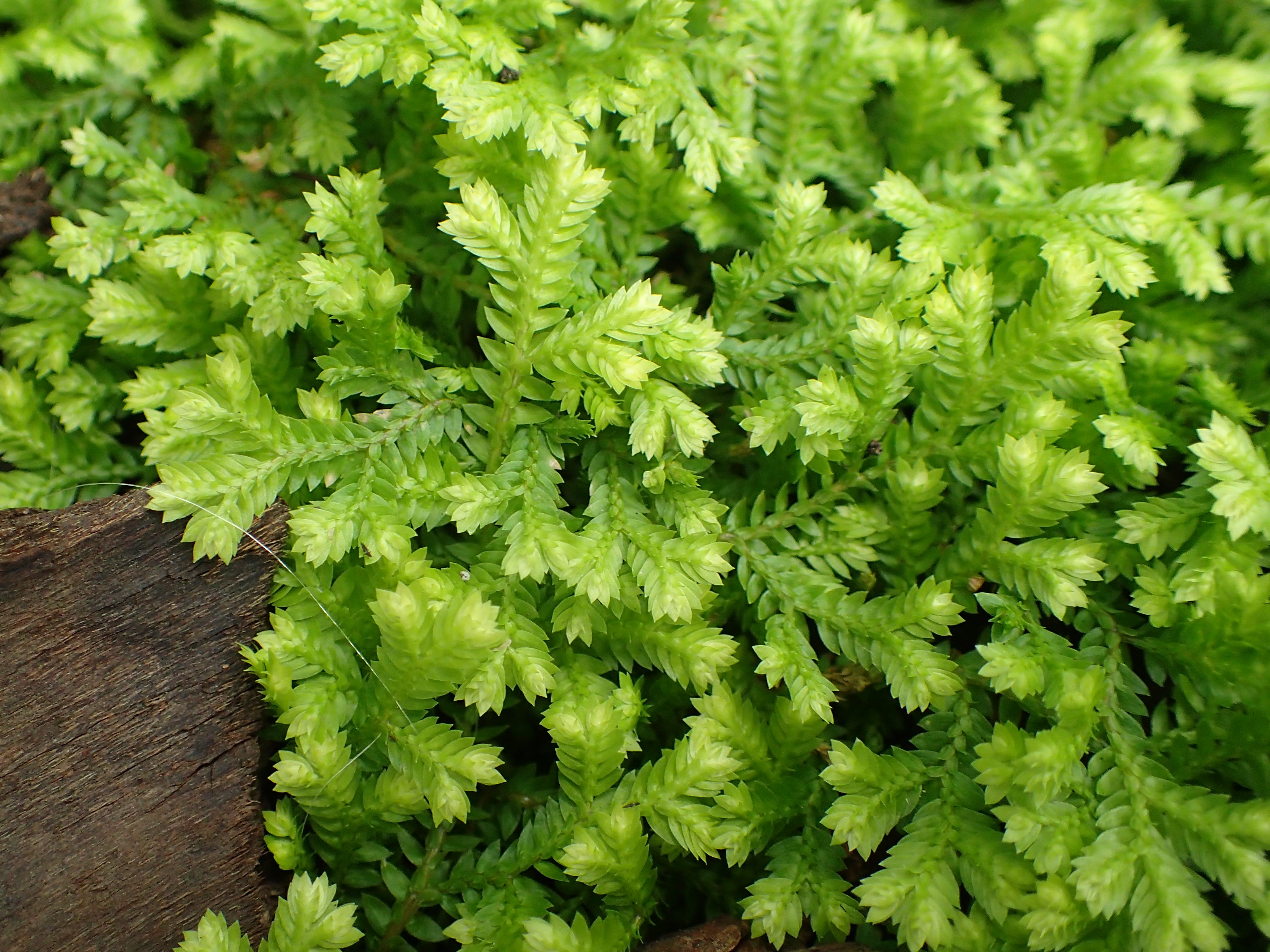
Kultivar 'Aurea'

## Pěstování
Rostlina se pěstuje pro okrasné účely. Vyžaduje minimální teplotu 5 °C a v mírných oblastech se pěstuje jako pokojová rostlina. Kultivar 'Brownii' získal ocenění Royal Horticultural Society's Award of Garden Merit, mezi další kultivary patří 'Aurea' a 'Gold Tips'.
V zimě se jako pokojová rostlina prodává kultivar často označovaný jako Selaginella kraussiana 'Frosty Fern' díky bíle zakončeným listům, obvykle se však jedná spíše o mohutněji rostoucí druh Selaginella martensii než o drobnější, plazivý vraneček Kraussův.